# Sheila Tracy
Sheila Tracy (* 10. Januar 1934 als Sheila Lugg in Mullion (Cornwall); † 30. September 2014 in Esher) war eine britische Fernsehsprecherin, Hörfunkmoderatorin, Autorin, Jazzmusikerin und Sängerin. Sie begann ihre Karriere als Posaunistin in den 1950er Jahren in Frauenbands.

## Leben und Wirken
Tracy besuchte die Truro Girls School und studierte Klavier, Violine und Posaune an der Royal Academy of Music. Zwischen 1956 und 1958 war sie Mitglied der Ivy Benson All Girls Band. Anschließend gründete sie mit ihrer Kollegin Phyll Brown das Gesangs- und Posaunenduo The Tracy Sisters, das in Rundfunk und Fernsehen sowie im Kabarett auftrat. 1963 ging sie als Sprecherin zu BBC Television und arbeitete bis 1974 hauptsächlich im regionalen Fernsehen. Am 16. Juli 1974 wurde sie die erste weibliche Nachrichtensprecherin bei BBC Radio 4.
Auf BBC Radio 2 konzipierte und moderierte Tracy ab 1977 die Truckers' Hour, basierend auf einem Format, das sie bei einem Besuch in den USA kennengelernt hatte. Ab 1979 stellte sie 21 Jahre lang in der Sendung Big Band Special Konzerte der BBC Big Band vor und präsentierte auch den Bigband-Wettbewerb von BBC Radio 2. Manchmal konnte sie im Posaunensatz der BBC Big Band bei Konzerten spielen, die nicht ausgestrahlt wurden. Nach der Pensionierung im Jahr 2000 präsentierte sie Bigband-Musik bei privaten Sendern wie Saga, Primetime und Pure Jazz Radio.
Tracy veröffentlichte ein Buch mit Interviews mit amerikanischen Jazzmusikern (Bands, Booze & Broads, 1995) und Talking Swing (1997) über britische Musiker der 1930er bis 1950er Jahre.  Sie verfasste auch zwei Nachschlagewerke.
1997 wurde Tracy als Freeman of the City in London und als Associate der Royal Academy of Music geehrt. Zeitweilig fungierte sie als Präsidentin der British Trombone Society. Sie war von 1962 bis zu seinem Tod 1999 mit dem Schauspieler John Arnatt verheiratet, mit dem sie ein Kind hatte.

## Schriften
- Who’s Who on Radio: Best Known Voices on British Radio. Kingswood: World’s Work, 1983, ISBN 978-0437-1760-04
- Who’s Who in Popular Music in Britain. Kingswood: World’s Work, 1984
- Bands, Booze And Broads. Edinburgh: Mainstream Publishing 1995, ISBN 1-85158-850-7
- Talking Swing: British Big Bands. Edinburgh: Mainstream Publishing 1997, ISBN 978-1851-5896-30